# Festival du film britannique de Dinard 2005
Le Festival du film britannique de Dinard 2005 s'est déroulé du 6 au 9 octobre 2005. C'est la 16e édition du Festival du film britannique de Dinard. Régis Wargnier, réalisateur français, en est le président du jury.
Le parrain du Festival est Charles Dance.

## Jury
|  | Nom                                | Qualité     | Nationalité |
|  | ---------------------------------- | ----------- | ----------- |
|  | Régis Wargnier (président du jury) | réalisateur | France      |
|  | Aure Atika                         | actrice     | France      |
|  | Simon Beauffroy                    | scénariste  | France      |
|  | Bérénice Bejo                      | actrice     | France      |
|  | Isabelle Carré                     | actrice     | France      |
|  | Samuel Le Bihan                    | acteur      | France      |
|  | John Lynch                         | acteur      | Royaume-Uni |
|  | Tom Novembre                       | acteur      | France      |
|  | Timothy Spall                      | acteur      | Royaume-Uni |

## Films sélectionnés

### En Compétition
- Appelez-moi Kubrick (Colour Me Kubrick) de Brian W. Cook
- Festival de Annie Griffin
- Gypo de Jan Dunn
- In My Father's Den de Brad McGann
- Le Secret de Kelly-Anne  (Opal Dream) de Peter Cattaneo
- Stoned de Stephen Woolley

### Film d'ouverture
- Yes de Sally Potter

### Film de clôture
- Wallace et Gromit : Le Mystère du lapin-garou (The Curse of the Were-Rabbit) de Nick Park

### Séance spéciale
- The Descent de Neil Marshall

### Hommage
- Neil Jordan
- Nicolas Roeg

## Palmarès
- Hitchcock d'or : In My Father's Den de Brad McGann